# فورفيكيوليدي
فورفيكيوليدي أو إبرة العجوز الأوروبية ذات الذيل الشوكي(الإسم العلمي:Forficulidae)، هي فصيلة من الحشرات تتبع رتبة حشرات أبو مقص ورتيبة فورفيكولينا.